# Sven-Olof Bergvall
Sven-Olof Bergvall (* 1943 in Arbrå, Hälsingland) ist ein ehemaliger schwedischer Ski-Orientierungsläufer.
Bergvall nahm 1975 im finnischen Hyvinkää und 1977 im bulgarischen Welingrad bei den beiden ersten Weltmeisterschaften im Ski-Orientierungslauf teil. Dabei gewann er in der Staffel Silber und Gold, in den Einzelläufen wurde er Siebter und Sechster.
Bei schwedischen Meisterschaften belegte er 1974 und 1975 den zweiten Platz. Mit der Staffel des Vereins Vallsta SK wurde er 1974 Vizemeister, 1972, 1973, 1975 und 1977 Dritter.